# Julia Edward
Julia Edward, född 20 februari 1991, är en nyzeeländsk roddare.
Edward tävlade för Nya Zeeland vid olympiska sommarspelen 2012 i London, där hon tillsammans med Louise Ayling slutade på 9:e plats i lättvikts-dubbelsculler.
Vid olympiska sommarspelen 2016 i Rio de Janeiro slutade Edward tillsammans med Sophie MacKenzie på 4:e plats i lättvikts-dubbelsculler.